# Schibsted
Schibsted ASA, også Schibsted Media Group, er Norges største mediekoncern og en af de ledende medieaktører i Skandinavien. Virksomheden har aktiviteter indenfor aviser, tv, filmproduktion, forlag, multimedia og mobile tjenester. I 2012 var omsætningen på 14,76 mia. NOK og antallet af ansatte var 7.400, hvoraf omkring en tredjedel er placeret i Norge. Foruden Norge har koncernen aktiviteter i Sverige og 17 yderligere lande. 
Virksomheden blev grundlagt, da Christian Schibsted i 1839 etablerede et lille bogtrykkeri i Oslo. I 1966 overtager Schibsted ejerskabet af avisen Verdens Gang, da avisen befandt sig i økonomiske problemer. I 1988 blev virksomheden, der indtil da havde været i familieeje, omdannet til et aktieselskab med en række datterselskaber. I 1992 blev Schibsted noteret på Oslo Børs. Kjell Aamot var administrerende direktør fra 1989 til 2009, hvor Rolv Erik Ryssdal overtog. Koncernen ejes i dag af en række aktionærer med Blommenholm Industrier AS som den største med 26,1% af aktierne.
Blandt virksomhedens aktiviteter på hjemmemarkedet er foruden Verdens Gang aviserne Aftenposten, Bergens Tidende, Stavanger Aftenblad (31,5%), Adresseavisen (33,3%), tv-produktionsselskabet Rubicon TV samt 20,6% af aktierne i Norsk Telegrambyrå. I Sverige ejes Svenska Dagbladet og Aftonbladet (49,9%). Gennem ejerskabet i Aftonbladet ejes desuden 20 procent af Tidningarnas Telegrambyrå og Scanpix. Tidligere ejede Schibsted tv- og filmselskabet Metronome Productions og filmdistributøren Sandrew Metronome, der begge var aktive på det danske marked. Metronome Productions blev i 2009 solgt til Shine Group, mens Sandrew Metronome blev nedlagt i Danmark.
I 2021 overtog selskabet Den Blå Avis fra eBay.
Schibsted er noteret på Oslo Børs.